# Eucoptocnemis
Eucoptocnemis is een geslacht van nachtvlinders uit de familie van de uilen (Noctuidae). De wetenschappelijke naam van het geslacht (zonder beschrijving) is voor het eerst geldig gepubliceerd in 1874 door Augustus Radcliffe Grote. James Halliday McDunnough beschreef in 1928 bondig de kenmerken van het geslacht, dat verwant is aan Agrotis.

## Soorten
- Eucoptocnemis optabilis
- Eucoptocnemis dapsilis
- Eucoptocnemis tripars
- Eucoptocnemis ankarensis
- Eucoptocnemis tischendorfi
- Eucoptocnemis fimbriaris
- Eucoptocnemis lunatica
- Eucoptocnemis cyclopea